# مطر الأحمدي

مطر الأحمدي (المدينة المنورة ، 1953) صحافي سعودي ولد في المدينة المنورة ونشأ أولى مراحل حياته بها،
يعمل حالياً رئيساً لتحرير موقع العربية نت الموقع الرسمي لقناة العربية الإخبارية، أقام في لبنان منذ عام 2003 إلى نهاية عام 2013 وانتقل في بداية عام 2014 إلى دبي للعمل.

## تعليمه
تلقى مطر الأحمدي تعليمه في مرحلتي الابتدائية والمتوسطة حيث ترعرع في المدينة المنورة، ولظروف معينة انتقل إلى الرياض وأكمل دراسة المرحلة الثانوية، وكان متفوقاً بها ويطمح لدخول كلية الطب ومنعه مرض ألم به فترة اختبارات الوزارة النهائية بأن يحصل على درجات تؤهله لدخول كلية الطب رغم تفوقه وحصوله على الترتيب الحادي والعشرين ضمن خريجي المرحلة الثانوية على مستوى المملكة العربية السعودية آنذاك، فالتحق ب جامعة الملك سعود (جامعة الرياض سابقاً) وتخصص في مجال الأحياء بكلية العلوم ليتخرج منها بتقدير ممتاز مع مرتبة الشرف الأولى، ويُعين معيداً في الجامعة، ثم ابتُعث إلى أمريكا لدارسة الماجستير في علم الوراثة.

## دخوله للصحافة والإعلام
انبهر مطر الأحمدي بالإعلام ودوره الفعال آنذاك في أميركا على حد قوله/ «أدهشني الإعلام هناك، بكل وسائله، حينها عرفت معنى «السلطة الرابعة»، فأحببت أن أصبح واحداً من رجالها» فقرر أن يهجر معامل الأحياء والكيمياء التي كان يجري فيها تجارب دراسته في علم الوراثة ليلتحق بقسم الإعلام بجامعة (University of New Mexico) العريقة لينهي مرحلة الماجستير بفترة وجيزة.

## حياته المهنية
كان الأحمدي شغوفاً بالعمل الصحافي منذ أن كان طالباً في بداية مراحله الدراسية، وقد برز ذلك أثناء عمله بالنشاط اللاصفي المدرسي حيث كان يعد المقالات والمقابلات لتنشر في صحيفة المدرسة، وأيضاً عندما كان طالباً في جامعة الرياض، ولكن عندما عاد من أمريكا بشهادة الماستر في الإعلام لم يتلقَ الدعم بحجة أنه لا جدوى من شهادته في الإعلام ذلك الوقت، فاستقال من العمل الحكومي وقرر العمل في المؤسسات الصحفية ليعمل في صحيفة الجزيرة من محرر إلى رئيس قسم الرياضة خلال أسبوعين، وذلك بقرار من رئيس تحريرها خالد المالك، ثم انتقل بعد ذلك للعمل في الشركة السعودية للأبحاث والنشر مسؤولاً للتحرير بـمجلة المجلة عندما كان رئيس التحرير عثمان العمير، ثم أصبح نائباً لرئيس تحريرها عبد الرحمن الراشد آنذاك، وانتقل بعد ذلك ليصبح رئيس تحرير مجلة سيدتي بلندن، واستمر بذلك عدة سنوات، وفي عام 2003 أعلن انتقاله إلى دار الحياة وأسس مجلة لها في بيروت.
للأحمدي العديد من المقالات في صحيفة الحياة والجزيرة ومجلة سيدتي وغيرها، وقد أجرى من خلال العمل بمجلة المجلة الكثير من القابلات والحوارات مع رجال الدولة وكبار الأدباء ورجال الأعمال، وله العديد من المقابلات التلفزيونية، وقام بتمثيل السعودية في عدد من المؤتمرات والمنتديات الإعلامية.

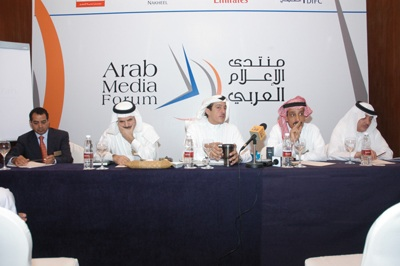
Saudi_Session_ إعلاميون سعوديون _مطر الأحمدي

## عمله الحالي
استقال مطر الأحمدي من منصبه رئيساً لتحرير لمجلة لها بعد أن قضى عشرة أعوام فيه، وتمت ترقيته إلى مستشار إعلامي في دار الحياة حيث تجاوز بخبرته المهنية رئاسة التحرير بما قدمه للصحافة العربية. وابتداءً من يناير (كانون الثاني) لعام 2014 تسلم عمله الجديد رئيساً لتحرير موقع العربية.نت وهو الموقع الرسمي لقناة العربية في دبي.

## موقفه من جائزة دبي للصحافة
انتقد مطر الأحمدي طريقة الترشيح التي يتم من خلالها اختيار الفائزين بجائزة الصحافة العربية بدبي، حيث كان أحد المحكمين وكان له دور فاعل في وضع معايير الترشيح، وقدم استقالته من عضوية مجلس إدارة جائزة الصحافة العربية في دبي عام 2010.

### الصحف والمجلات
صحيفة الجزيرة ، مجلة المجلة ، مجلة الجميلة ، مجلة هي ، مجلة سيدتي ، مجلة لها .

### وصلات خارجية
- صحيفة الحياة: الأحمدي مستشاراً لدار الحياة
- العربية نت: هذه استقالتي
- صحيفة الجزيرة
- دار الحياة
- مجلة المجلة
- السعودية للأبحاث و التسويق